# أبحاث الأوراق المالية

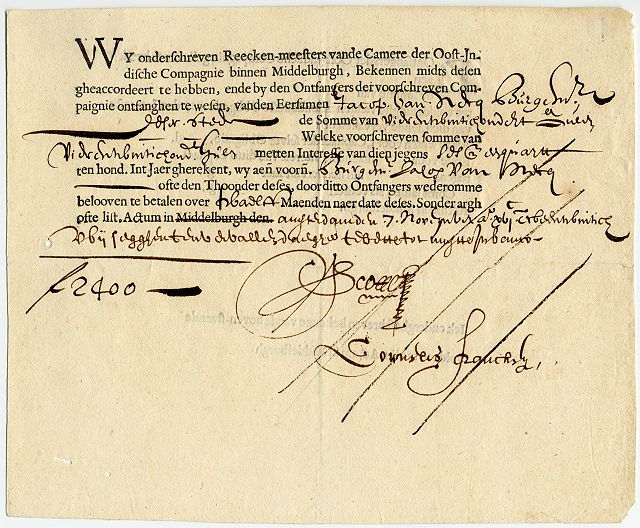
مثال عن وثيقة سند.

أبحاث الأوراق المالية هي أحد أفرع صناعة الخدمات المالية، ويُعرَف محترفو الأوراق المالية عمومًا باسم «المحللون»، أو «محللو البحث»، أو «محللو الأوراق المالية». يكتب محللو البحث عمومًا تقارير بحثية، ويُعطون توصياتهم الخاصة بالشراء، أو البيع، أو الحجز، أو بتقييم الأسهم العادية. يمكن الوصول إلى هذه التقارير عبر عدة مصادر، وغالبًا ما تقدم شركات السمسرة التقارير مجانًا لعملائها. قد يكون البحث مصنفًا بحسب نمط التأمين، أو بحسب كونها من جانب الشراء، أو من جانب البيع، ويركز المحللون على صناعات معينة. على الرغم من أن البحث يرتبط عادة بالتحليل الأساسي، لكنه يركز أيضًا على التحليل التقني، وغالبًا ما تتضمن التقارير كليهما.

## اختصاص المحلل
ينقسم محللو الأوراق المالية عادة بين نوعين أساسيين للمحللين، هما محللو الأسهم (الذين يبحثون عن الأسهم ومصدرها)، ومحللو الدخل الثابت (الباحثون عن مصدر السندات)، وهناك أنواع أخرى أيضًا. يوجد بعض المحللين الذين يغطون جميع الأوراق المالية لسندات أو أسهم أو صكوك معينة.
ينقسم محللو الأوراق المالية بشكل تخصصي أكثر بحسب اختصاصات، أو قطاعات صناعية معينة، ومن بين الصناعات الأكثر تغطية من قبل المحللين التكنولوجيا الحيوية، والخدمات المالية، والطاقة، وأجهزة الكمبيوتر، والبرمجيات، والخدمات.
ينقسم محللو الدخل الثابت غالبًا بحسب فئة الأصول، ومن بين فئات أصول الدخل الثابت الأكثر تغطية من قبل المحللين السندات القابلة للتحويل، والسندات ذات العائد المرتفع، وسندات المفلسين. بالرغم من أن القروض المصرفية المشتركة تقنيًا لا تُعتبر داخل نطاق الأوراق المالية، لكنها تقع ضمن نطاق عمل محللي الدخل الثابت.
يمكن تصنيف البحث على أنه بحث من جانب الشراء، أو من جانب البيع، إذ يُجرى البحث من جانب البيع عبر محللي جانب البيع لدى البنوك الاستثمارية، ومتاجر أبحاث الأسهم المستقلة، وتُباع للمستثمرين من جانب الشراء.
وُضع تنظيم جديد في أوروبا، وهو قانون موجّه الصكوك المالية في الأسواق رقم 2، بهدف تغيير طريقة شراء البحث، إذ يجب أن يُخرَج البحث من تكاليف التنفيذ ويُسعّر عبر مقدم البحث. نموذجيًا، يصل إليها المستثمرون المؤسساتيون عبر الاشتراك بخدمات شركة تومسون رويترز، أو بمحطات بلومبرغ، لكن ظهرت في ما بعد أسواق مثل إل تي دي لتبادل الدراسات، حيث يمكن شراء تقارير بحثية فردية.
أهم أسباب ظهور أبحاث الأسهم المستقلة هو حدوث مجموعة من الفضائح مثل فضيحة إنرون، وليرنوت آند هاوسبين، ووردكوم، إذ كتبت بنوك الاستثمار أبحاثًا إيجابية على الرغم من تدهور أساساتها، أو كاحتيال من قبل إدارتها. تقدم وكالات التصنيف الائتماني مثل موديز، وفيتش، وإس آند بي خدمات مشابهة لأوراق السندات، وهناك أيضًا عدد قليل من شركات البيع بالتجزئة، مثل مورنينغ ستار، أو سينسكو، أو فاليولين، أو دراسات زانك الاستثمارية، تفعل ذلك.

## المسار المهني
تُعتبر هذه المهنة، التي تكون عادة مرموقة وذات أجر جيد، مهنة تنافسية للغاية، فبالنسبة للذين يبدؤون بمهنتهم كمبتدئين؛ فهم يكونون عادة من حملة شهادة بكالوريوس من كلية أو جامعة رائدة، ولديهم سنة أو عدة سنوات من الخبرة في مجال آخر من مجالات التمويل (ومن الممكن ألا يمتلكوا هذه الخبرة)، أو لديهم ماجستير في إدارة الأعمال، أو شهادة ماجستير أخرى ذات صلة. يمكن للذين يدخلون مجال العمل كمبتدئين التقدم لمراتب عليا خلال فترة زمنية قصيرة إلى حد ما (تقريبًا من سنتين إلى أربع سنوات) في حال أثبتوا موهبتهم، وغالبًا ما يكون هذا التقدم مدعومًا في حال الحصول على وثيقة محلل مالي مُعتمَد (ويتطلب ذلك اجتياز ثلاثة اختبارات).
يدخل العديد من محللي الأوراق المالية في المهنة مباشرة وهم ضمن مستوى عالٍ، فعادة ما يكون لديهم ماجستير في إدارة الأعمال، أو درجة متقدمة أخرى ذات صلة، وعدد من سنوات الخبرة التدريجية، إما في مهنة مالية أخرى، أو في المجال الذي سيعملون عليه كمحللين.

## التوظيف
يعمل محللو الأوراق المالية بشكل عام في واحد من المجالات الثلاثة التالية: محللو جانب البيع، ومحللو جانب الشراء (الذين يعملون لدى المستثمرين والمؤسسات مثل صناديق التحوط، والصناديق المشتركة، وصناديق المعاشات التقاعدية، وعمليات التداول الخاصة بالبنوك والوسطاء، والتحويلات، وشركات التأمين)، والمحللون المستقلون الذين يعملون لدى شركات تبيع الأبحاث التي من جانب البيع أو من جانب الشراء، لكنهم لا يقحمون أنفسهم في معاملات الأوراق المالية.
يعمل محللو جانب الشراء بشكل عام على انفراد، إذ يقتصر نشر التقارير البحثية وإصدار الآراء العامة حول الأوراق المالية بشكل عام على المحللين المستقلين ومحللي جانب البيع، ومع ذلك، يُعتقد عمومًا أن حجم أبحاث جانب البيع المنشورة رسميًا آخذة بالانخفاض، فقد أصبح من الصعب على الوسطاء التجاريين الحصول على تدفق إيرادات واضح من الاستثمار.
انقطع التواصل المباشر بين أبحاث الأوراق المالية والتأمين على الإصدارات الجديدة (التي مكّنت محللي البحث من المطالبة بنصيب من الرسوم المصرفية الاستثمارية) نتيجة لتحقيقات الحكومة في تجاوزات بعض المحللين من جانب البيع في التسعينيات، كما حدث في حالة هنري بلودجيت.
على أرض الواقع، وحتى قبل أن تبدأ تحقيقات الحكومة، كان الاتصال المباشر انتهاكًا رسميًا للقواعد والأخلاقيات.
تلقى المحامون والموظفون المسؤولون عن الالتزام بهذا النوع من القوانين (والمعروفون جميعهم بموظفي الجدار الصيني) تعليمات ببذل أقصى الجهود من أجل الحد من جميع التجاوزات، ولكن ثبُت في أواخر التسعينيات أن ذلك صعب جدًا، فقد وجد محللوا الأبحاث الذين يتمتعون بعلاقات جيدة طرقًا جديدة للتجاوزات.

## قوانين

### مؤهلات
في الولايات المتحدة، واعتبارًا من عام 2002، يجب على المتخصصين في مجال الاستثمار الذين يريدون أن يصبحوا محللي أبحاث في الأسهم من جانب البيع اجتياز امتحان التحليل البحثي الذي تديره فينرا (الهيئة التنظيمية للقطاع المالي)، إذ ينقسم الامتحان إلى جزئين هما مجموعة امتحان التحليل البحثي 86، ومجموعة امتحان التحليل البحثي 87.
مجموعة امتحان التحليل البحثي 86 هي القسم الكمي من الامتحان، والذي يتألف من مواد الاقتصاد التمهيدي، والمحاسبة المالية، أما مجموعة امتحان التحليل البحثي 87، فهي القسم التنظيمي منه، والذي يتكون من مواد من قانون الأوراق المالية لعام 1933، وقانون بورصة الأوراق المالية لعام 1934. يُعتبر امتحان المجموعة 7 شرطًا أساسيًا للتقدم لامتحانات التحليل البحثي، ويُعتبر إنهاء المستوى الأول والثاني من اختبار المحلل المالي المُعتمَد سي إف إيه بديلًا عن امتحان المجموعة 86، لكنه ليس بديلًا عن امتحان المجموعة 87.
في هونغ كونغ، يجب أن يجتاز خبراء الاستثمار اختبار بيبر 1 التي يديرها معهد هونغ كونغ للأوراق المالية، ويُسمح للشخص الذي اجتاز الاختبار بالحصول على ترخيص من النمط 4 ليكون محللًا لأبحاث النشر في هونغ كونغ.

### قواعد الصناعة
لا يخضع جانب الشراء والبحث المستقل للرقابة بشكل عام، أما جانب البيع فيخضع للتنظيم من قبل السلطات المسؤولة عن الأوراق المالية ضمن المنطقة التي تُجرى فيها العملية تُجرى الغالبية العظمى من الأبحاث المتعلقة بالبيع إمّا في الولايات المتحدة، أو في المملكة المتحدة. تُنظّم الأبحاث لجانب البيع في المملكة المتحدة من قبل هيئة الخدمات المالية، أما في الولايات المتحدة فيكون تنظيم جانب البيع أكثر تعقيدًا.